# Aída de la Fuente (escultura)
L'escultura urbana coneguda pel nom Aída de la Fuente, ubicada a el parc de San Pedro de los Arcos, a la ciutat d'Oviedo, Principat d'Astúries, Espanya, és una de les més d'un centenar que adornen els carrers de l'esmentada ciutat espanyola.
El paisatge urbà d'aquesta ciutat, es veu adornat per obres escultòriques, generalment monuments commemoratius dedicats a personatges d'especial rellevància en un primer moment, i més purament artístiques des de finals del segle xx.
L'escultura, feta de bronze, és obra de Félix Alonso Arena, i està datada 1997.
És una obra que es va erigir per subscripció popular, amb la finalitat de recordar la  Revolució asturiana d'octubre de 1934 en la coneguda figura de Aída de La Fuente (1918 -1934), popularment anomenada «la Rosa Roja».
Es tracta d'un monòlit de pedra que està travessat a mitjana alçada per un bloc que conté un mapa d'Astúries en alt relleu i presenta la llegenda «Revolució d'Octubre de 1934». Tot queda completat mitjançant un medalló de bronze amb el rostre en relleu d'Aída de la Fuente.